# サーキットの狼
『サーキットの狼』（サーキットのおおかみ）は、ライトウエイトスポーツカー、スーパーカー、4輪モータースポーツを題材にした池沢さとしによる日本の自動車漫画。『週刊少年ジャンプ』（集英社）において、1975年から1979年まで連載され、続編に『サーキットの狼II モデナの剣』『21世紀の狼』がある。

## 概要
愛車ロータス・ヨーロッパを駆る主人公の風吹裕矢が、一匹狼の走り屋から始まり公道やサーキットを舞台にライバル達との競争を繰り広げ、プロのカーレーサーへと成長していく物語である。ライバルとしてポルシェやフェラーリ、ランボルギーニ、トヨタ・2000GTなど、世界中の著名なスポーツカーが多数劇中に登場しており、いわゆるスーパーカーブームの火付け役となった。
当初はスポーツカーを主題とした内容に編集者が難色を示し、池沢の2年間の説得を経て連載となったが、連載後も順調に人気を獲得するものの、15週目で誌面リニューアルのため打ち切りが確定。しかし、同週に行われた読者人気投票で爆発的な人気を獲得し、急遽連載続行が決定した。その後も人気は伸び続け、『少年ジャンプ』の看板マンガとしての地位を確立した。2011年時点で復刻版を含めた単行本の累計発行部数は1800万部を突破している。

## 作品に関する評価

### リアル感
本作の大きな特徴は、『マッハGoGoGo』などそれまでの日本の車漫画作品が架空の車種しか登場しないのに対し、劇中に登場する車種を実際に存在するものにした点である。
登場するスーパーカーは、作者である池沢さとしの愛車や、作者のクルマ仲間の愛車であることが多かった。なお、後年の自動車漫画作品と異なる特徴として、劇中に登場する自動車は全てナンバープレートも描かれており、これらは池沢の愛車等、当時実際に登録されていたナンバーがそのまま使用された。
主人公達が競争を行う箱根ターンパイクなどの道路や、主人公達がたむろする喫茶店も実在のものである。また、星野一義などの自動車関連の実在の人物が登場することも多かった。
ロータスやフェラーリ、ポルシェなどのヨーロッパ製のスポーツカーが多数登場する一方で、日本車とアメリカ車の扱いは低く、端役扱いとなっていた。この当時の日本とアメリカの各メーカーはオイルショックだけでなくマスキー法などの厳しい排気ガス規制に追われ、スポーツカーを生産する余裕が無く、作中において活躍させるような車種がほとんど存在しなかった。アメリカ車については後年作者が「当時興味がなかった」という理由で端役扱いしたことを述べている。

### ブーム後の展開
タイトルに「サーキット」という言葉が入っているだけに、最終的にはサーキット（レース場）での本格的なレースが主題になっていくが、連載の終盤にはスーパーカーブームも下火となり、F1人気も1977年10月の富士スピードウェイ観客死亡事故を機にネガティブな報道が増加した。実在しないF1マシン（日本の複数の自動車メーカーが共同で製作した設定）に乗り、どちらか一人が日本人初のF1優勝者になるところで連載終了となったが、アンケートでの作品人気は低下しこの最終回を迎えることとなった。なお、日本オリジナルF1マシンで参戦するというエピソードは1974年から1976年に実際に参戦していたマキF1をモチーフとしている。
作品のブームから30年以上経た2000年代も関連グッズの発売が続いている。2009年には、30台以上のスーパーカーや漫画、スーパーカー消しゴム等のグッズを展示した「池沢早人師 サーキットの狼ミュージアム」が茨城県神栖市にオープンした。

## あらすじ
主人公・風吹のマシンとレースを中心にストーリーの概略を示す。ストーリー整理の便宜上、風吹のマシンが主にロータス・ヨーロッパである街道レーサー時代とプロレーサー時代で章を分けて紹介する。なお、作品上は『～編』という分類はされていない。

### 【街道レーサー編】

#### 極道連との確執
一匹狼の走り屋、風吹裕矢は愛車ロータス・ヨーロッパを駆り、巷で「ロータスの狼」と呼ばれていた。デ・トマソ・パンテーラに乗った暴走族「極道連」のスポンサー（栃木県の農家の息子、通称「ぼっちゃん」からナンパされているミキを見かねた風吹はパンテーラとのシグナルグランプリで勝負し、あっさりと勝利してしまう。極道連からの恨みを買った風吹は以降しつこく命を狙われる事になる。

#### 首都高バトル
ロータスヨーロッパを駆る風吹とポルシェ911カレラRSを駆る早瀬佐近の初バトル。新宿中央公園に集結していたポルシェの暴走族「ナチス軍」に喧嘩を売った風吹は、総統である早瀬と首都高で勝負をすることになった。
新宿ランプを起点に4号線～都心環状線～4号線と走り、新宿ランプがゴール。風吹はガードレールに足回りを強打してスタビライザーにダメージを負い、ゴール寸前で負けてしまうが、早瀬は風吹のマシンの故障を理由として勝負はノーカウント（勝ちの証明である★マークを付けない）とした。二人はこれ以来ライバル関係となり、同時に友情も築いていく事になる。

#### 沖田との出会い
ある日、風吹は交通機動隊のパトカー隊員の沖田に声を掛けられる。風吹は車好きの沖田と意気投合し、ライバルとしての友情が芽生える。風吹は姉ローザの恋人で若手のホープと呼ばれるプロレーサーの飛鳥ミノルと車趣味を通じ意気投合する。
後日、飛鳥のミウラに同乗した風吹は沖田のパトカー（フェアレディ240ZG）に追いかけられるが、沖田は時速230キロから直角にコーナリングするという飛鳥のテクニックに翻弄されフロントを激しく損傷し、追跡不可能となってしまった。

#### 富士スピードウェイ
風吹は飛鳥の薦めで富士スピードウェイのスポーツ走行を体験する。そこには早瀬のポルシェの姿があった。飛鳥は早瀬の父の会社である早瀬電機からレースのスポンサーを受けており、早瀬にドライビングテクニックを教えているという間柄であった。風吹は首都高バトルでの早瀬のテクニックが飛鳥のレッスンで培われたものと知る。
そしてミキも早瀬の見学に来ていた。ミキが早瀬の恋人であると思い込む風吹。そこに突然現れた軟派な金髪ハーフの隼人ピーターソンがミキに声を掛けた。ピーターソンはミキとのデートの約束を賭けて風吹、早瀬との勝負に愛車トヨタ2000GTで挑む。
長い直線がある富士スピードウェイのコース上では、風吹のロータスは他の二台に比べパワーで劣り圧倒的に不利。しかし早瀬のポルシェとのバトルに熱くなったピーターソンは風吹にスリップストリームを許し、風吹はゴール直前でスリップを抜け出し一気に勝負に出る。ゴールラインで3台は横一線に並び、勝負つかず。その後、ホームストレート上で行うゼロヨン競争で再度勝負し、初めて勝利した風吹はミキとのデートを楽しむ。そこで風吹はミキが早瀬の妹であることを知る。

#### 谷田部との出会い
富士スピードウェイでのバトルを見ていた車好きな実業家の谷田部行雄は風吹の走りに感銘を受ける。風吹はミキとのデート中に立ち寄った喫茶店で谷田部と遭遇。谷田部は風吹に将来、日本人F1ドライバーを育てる夢を熱く語る。
そこに沖田が現れた。谷田部は既にスポンサーとして同郷（秋田県）で警官の沖田に目をつけており、風吹と沖田のどちらかをバックアップしていく事を誓う。沖田は谷田部の申し出を受け入れて警官を辞める事を決意し、谷田部に与えられたディーノ246GTを駆って公道グランプリに出場することになった。

#### 公道グランプリ
全国から腕自慢の街道レーサー達が集まる非合法レース「公道グランプリ」に風吹は早瀬とともに参加することになった。前年の勝者はピーターソンであり今回の優勝候補でもあった。谷田部からディノ246GTを提供された沖田は密かに参加するが、既に病魔（結核）に冒されていた。
未明のスタートから間もなく多数の車を巻き込む大事故が発生する。被害者を気遣った風吹は序盤から大きく出遅れてしまう。風吹は中盤で上位に上り詰めるが沖田の体調を気遣い、再び下位に沈む。途中、極道連の罠がいくつも仕掛けられるが失敗。ついに極道連は風吹の右腕をナイフで刺し重傷を負わせる。オートバイでレースを見守っていたミキが風吹の異変に気づき、助手席に強引に乗り込む。ミキは風吹の右腕の代わりにシフトチェンジを行なうことになった。一方、早瀬のポルシェはトラックから落ちてきた丸太が当たり、オイルパンを損傷。オイルを漏らしながら走り続けることになる。天候が霧、雪、嵐と悪化していく中で風吹は再び上位に浮上。ピーターソンは殺人的な攻撃を仕掛けつつトップ集団を走っていたが風吹と絡んだ挙句、海へ転落してリタイアした。瀕死の重傷を負ったピーターソンは風吹へ強い憎悪を持つようになる。
沖田は病魔と闘いながら終盤トップに浮上。風吹のロータスは度重なるバトルで様々なダメージを負い、スタビライザーの損傷により、まともに走れる状態ではなくなっていた。ゴール直前で横転して逆さになったロータスは急にスローダウンした沖田のディーノを抜きゴール。これで風吹が1位、沖田が2位。早瀬のポルシェもゴール直前でオイル切れによりエンジンブローしながらも惰性でゴールし3位となった。沖田はハンドルを握ったまま絶命していた。

#### 暴走族からの卒業
ロータスヨーロッパが公道グランプリのダメージを修理中で、乗る車の無い風吹は谷田部の計らいで沖田のディノに乗っていた。風吹は富士スピードウェイで富士グランチャンピオンレースを観戦し、そこで飛鳥は5連勝目となる優勝を挙げた上でローザとの結婚を発表する。
風吹は帰り途中の東名高速道路で、またもや極道連に狙われる。数々の戦いで圧倒的なテクニックを身につけた風吹は、その走りで極道連をぶっちぎる。格の違いを思い知らされた極道連総長は風吹を男として認め、今後は一介の走り屋出身のレーサーとしてさらに男を上げるようエールを送る。風吹はもはや暴走族で収まる器ではない男に成長していた。
その後、風吹は飛鳥から腕前を披露してくれと言われ海岸の駐車場までの道のりを勝負することになる。二人は公道を時速200キロ以上で突っ走り、追走するパトカーをはるか後方へ追いやる。飛鳥はミウラでプロレーサーの腕を遺憾なく発揮する一方、限界を超えた風吹はコースアウトしてしまう。飛鳥の行動は風吹に公道の恐ろしさを教えるためであった。風吹は飛鳥に対しプロレーサーへの道を宣言する。そこにパトカーが到着。乗っていたのは沖田の同僚、土方であった。土方も沖田の遺志を継ぎ、プロレーサーになることを宣言する。

#### シュトコー戦闘隊・神風とのバトル
沖田亡き後、風吹へのバックアップを決意した谷田部は、軽量だがアンダーパワーのロータス･ヨーロッパのエンジンをターボチャージャー装着で高出力化し､ツインカムターボスペシャルとして風吹に与える。一方、早瀬は廃車となったカレラRSの代わりとしてポルシェ930ターボを手に入れていた。
フェアレディZ432Rを駆る「シュトコー戦闘隊・神風」の魅死魔国友はホームである首都高速でのバトルを風吹と早瀬に挑む。戦いは早瀬、風吹、魅死魔の順で終わる。その中で風吹はターボ車の弱点（ターボラグ）をカバーする走りを見出した。

#### 筑波サーキットA級ライセンス取得模擬レース
風吹と早瀬は公道での走りを卒業することを決意し、レーサーへの道の第一歩として筑波サーキットで国内A級ライセンスの取得をする。そこで模擬レースを走る事になるが、新たなライバル達が風吹や早瀬を倒そうと気炎を揚げていた。
ターボで武装した風吹のロータスは以前に比べ飛躍的にパワーが増大したものの、早瀬のポルシェターボやフェラーリ、ランボルギーニといった高性能マシンの前には非力であり、苦戦を強いられた。大クラッシュやオイルによるコース汚れが発生するなど波乱の展開となった。圧倒的な強さを誇った早瀬が1位となり、続いて風吹が2位でゴールするもロータスはエンジンブローしてしまった。風吹はこの戦いを終えダメージを負っている相棒ロータスへの感謝の意を表した。

#### 謎のGCカーとの戦い
沖田のディノは流石島で行われるレースのためにレーシングカーとして大改造する事になった。そこに山岸みのりが新車のポルシェ930ターボで風吹の前に現れる。風吹は、みのりのポルシェに乗り、早瀬のポルシェと合流する。
風吹と早瀬は、東名高速道路に現れてはスポーツカーを事故に追い込む謎のGCカーの正体を探るべく、2台のポルシェで東名高速へ向かう。途中、マセラティ・ボーラの切替テツも加わった。風吹は新車でブレーキのあたりがついてないポルシェに苦戦するが、早瀬と謎のGCカーをテクニックを駆使して追い込み、勝負に熱くなったGCカーは無謀な突っ込みをしてクラッシュしてしまう。GCカーの正体は、日頃からジグザグ走行のスポーツカーに悩まされる職業トラックドライバー達の恨みから始まったものだった。

### 【プロレーサー編(ツーリングカーレース)】

#### 流石島レース
A級ライセンス取得後、風吹のデビュー戦は瀬戸内海の孤島「流石島」（架空）に新設されたサーキット場でのレースであった。沖田の形見であるディーノを改造し、当時レース出場を前提としてフェラーリが製作したプロトタイプカーのディーノ･コンペツィオーネをベースとした仕様の「ディーノ・RS（レーシングスペシャル）」で出場する風吹と、当時のポルシェのワークスカーであったポルシェRSRターボを駆る早瀬は新たな戦いに挑む。
旧来のライバルであるピーターソン（BMW3.0CSL）、土方（フォード・カプリ2000GT）、魅死魔（リジェJS2）、ハマの黒ヒョウ（カウンタック）、切替テツ（マセラティ・ボーラ）、北海の龍（ストラトス）に加え、新たに、潮来のオックス（イオタ）、フェラーリの女豹（308GTB）、四国の獅子（パンテーラ）、ジャック・シンカー（コルベット）、鈴木サトル（ヨーロッパ）が出場する。これに触発され飛鳥のミウラも参加が急遽決定した。
スタートして間もなく早瀬、オックスらがトップグループを形成。風吹は復讐に燃えるピーターソンの攻撃で中盤に沈む。風吹は女豹とトラブルで出遅れた飛鳥と共に上位を目指し追い上げる。この中で風吹は「幻の多角形コーナリング」を開眼した。度重なるクラッシュにライバル達は次々と脱落していき、雨の予兆を感じ取った早瀬はレインタイヤに交換。女豹とサトルも同時にレインに。狙い通り雨が降り出しペースダウンを強いられるスリックタイヤ勢を横目に、レインタイヤの3台は1周30キロというコースの特性を生かしてリードを築き、悠々とトップ3を形成する。
一方、四国の獅子の仲間は崖からコースめがけて多数の岩を落としレースのかく乱を狙う。コースに散らばった岩でトップグループは足どめを喰らい、再びレースは振り出しに戻る。風吹の命を狙うピーターソンは30度バンクの高速域で風吹をプッシュ。しかし止めに入った女豹がはじき出され308GTBは爆発炎上し命を落とす。怒りが頂点に達した風吹はピーターソンとの死闘を繰り広げクラッシュに追い込んで女豹の敵をとった。
日が沈み、終盤にはいよいよ早瀬と風吹の一騎討ちとなったが、接触により風吹はヘッドライトを失う。早瀬は足回りに異常をきたしたがトップで走行を続ける。最終ラップとなり緊急ピットインによりライトを取り戻した風吹は、マシンの異常でペースダウンする早瀬に怒涛の追い上げを見せる。最終コーナーで並んだ2台はほぼ同時にチェッカーを受けるがわずかにリードした風吹は見事デビューウィンを飾った。一方、早瀬はゴールラインを越えピットウォールに激しく突っ込む大クラッシュを起こしてしまった。

#### 富士フレッシュマンレース
風吹は谷田部の薦めで日産・サニーを駆り、富士フレッシュマンレースに出場する。練習走行ではコースレコードを記録する走りを披露。そして怪我で療養中の早瀬に代わり、強力なライバルとなる椿健太郎が現れた。
レースは風吹と椿の一騎討ちとなり、第1コーナーのせめぎ合いでは椿が勝ち、風吹は下位に沈む。リードしていた椿のサニーは風吹の追い上げを意識しすぎて回し過ぎ、エンジンブロー。これで風吹は優勝となった。
なお、風吹サニーのチューナーは「まつおか自動車」、椿サニーのチューナーは「土屋エンジニアリング」であり、ともにマイナーツーリングレースにて活躍していた実在のチューナーである。なお、土屋エンジニアリングは現在もレースに参戦している。

#### ホークス結成
街に突然現れてはスポーツカーをクラッシュに追い込む2台のスーパーカー、フェラーリ512BBとランボルギーニ・カウンタックLP500Sが社会問題となっていた。ローザとドライブを楽しんでいた飛鳥のミウラも2台の襲撃を受け、相手がマシンだけでなく相当なテクニックを持つ男達である事を知る。
谷田部は全国の暴走族トップクラスの走り屋を集めて対策を行う事を発案。そのリーダーに風吹を任命し、ランチア・ストラトスを与えた。ホークス結成にあたり筑波サーキットでレースを行い、風吹は暴走族たちに圧倒的な実力を披露。これで風吹はリーダーとして認められた。
ランボルギーニ・シルエットに乗る椿と、ポルシェ928に乗る京極さくらがサブリーダーとして任命された。さらに風吹の幼馴染であるフェアレディZの長岡五郎も加わった。街で512BBとLP500Sを見つけたホークスは風吹とともに2台を追い詰める。2台の正体は親の愛情に飢えた金持ちの若い兄弟であった。

#### ル・マン・イン・ジャパン
ツーリングカーレースの最高峰、シルエットフォーミュラのレースが日光市街地特設コースで開催される事になった。上位6名にはヨーロッパでのレース遠征をサポートする事も発表された。
風吹はストラトスをシルエットフォーミュラに大改造しレースに挑む事が決定するが、谷田部からはこれを最後にサポートを打ち切ると宣言される。谷田部が風吹に代わって選んだのは椿だった。早瀬も今回より復帰し、飛鳥は見守り役でなくライバルとして参加する事を宣言。かつてのライバル達も大挙して参加。さらに国内トップレーサーも加わり一大レースとなった。
風吹のストラトスは富士スピードウェイで行われた予選でターボのトラブルにより低迷。早瀬のポルシェ935-77や飛鳥のGCカーのサポートで決勝出場権ぎりぎりの50位で予選を終える。決勝で最後尾スタートとなった風吹は、あらゆるテクニックを駆使して上位へ追い上げる。早瀬はトップグループを走っていたがパンテーラと絡み、そのパンテーラはガードレールを突き破り崖底へ転落。早瀬はスピードに対する恐怖が突然芽生えスローダウンしてしまう。
その後、激しいクラッシュで爆発炎上したカウンタックから運び出され、黒焦げとなったハマの黒ヒョウの遺体を見た早瀬は恐怖により完全にスランプに陥る。もはやアクセルを踏むこともままならなくなり、リタイアしようとする早瀬に風吹は檄を飛ばし、2人はリハビリのように走り始める。
やがて走りの勘を取り戻した早瀬はレース中に完全に立ち直る。そして風吹と早瀬はトップグループに再び加わったものの、風吹のストラトスはダメージを受けトラブルを抱えてしまう。トップで迎えたゴール手前でコースアウトし激しくクラッシュし、リタイアした風吹はヨーロッパ進出の夢を絶たれてしまう。ヨーロッパ行きの切符を手に入れた飛鳥、早瀬たちは風吹を日本に残し世界の舞台へと旅立っていった。

### 【プロレーサー編(フォーミュラカーレース)】

#### カートとの出会い
早瀬、飛鳥がヨーロッパでF2を戦う中、日本に取り残された風吹は失意の日々を送っていた。みのりのポルシェを借りた風吹はミキとドライブに出掛け、興味本位で富士サーキットでカートレースを見学する。子どもの乗り物と馬鹿にする風吹に怒った全日本チャンピオンの鈴本は、風吹と10周のレースを行う。久々にレースの楽しさを体で感じ取った風吹は自力でヨーロッパに飛び、レースをする事を誓う。姉のローザは弟の志を喜び、マンションを売り払って2人で渡欧する事を決意した。

#### F3参戦
風吹はイギリスへ向かう飛行機でモータージャーナリストの大和と出会う。イギリスに着いた風吹は早瀬や飛鳥と久々に再会した。風吹はヨーロッパF2選手権で戦うかつての仲間たちの近況を聞くが、いまだに優勝した仲間がいないことに憤慨する。また、潮来のオックスが再起不能のクラッシュを起こしていたことも知る。
風吹は飛鳥からヨーロッパのレースのレベルの高さを教えられるが、不屈の精神で頂点を目指す事を誓う。そしてペイドライバーとしてF3チームへ。そこには大富豪のレーサー、ジョージ・プライスがいた。ファーストドライバーのプライスに対し、風吹は契約上あらゆる面でプライスを優先するという屈辱的な待遇のもと、セカンドドライバーとして戦うことになる。
思うようにマシンを操ることができない風吹。コースサイドから走りを見ていた大和は風吹にアドバイスをする。そして風吹は大和を「大和先輩」と慕い、F3での走りに開眼する。初参戦のBPF3選手権ブランズハッチ戦ではプライスの圧倒的な速さに苦戦するが、それまでF3全戦優勝を誇っていたプライスはエンジンブローでリタイア。風吹はF3デビューウィンを飾る。
その後F2チーム、マーチのテストドライブの機会を得た風吹はレギュラードライバーに匹敵する実力を披露し、注目を受けることになる。そこで日本人メカニック三次（さんじ）に出会い、以降サポートを受けることになった。マーチのテストドライブで高評価を得た風吹は、現在のマーチF2レギュラードライバー2名に加え、サードカーでの参戦を約束される。しかしマーチからはF3での実戦結果を求められその課題レースはモナコグランプリでの成績。尚、今回のレースからはブランズハッチでの風吹の好成績により、フランスの国営石油メーカー、エルフのスポンサーを獲得した。

#### F3モナコグランプリ
各国のF3猛者たちがこぞって参戦するモナコグランプリに風吹はエントリーする。F2参戦中の早瀬もエントリーし、久々に宿敵との戦いとなる。既に強力なライバルとなったジョージ・プライスの他、悪評高い「クレイジー・フランケン」ことフランケン・ホフマン、紅一点のフランス人女性ドライバーの「バラのセシル」ことセシル・ラピエールも新たなライバルとして登場した。
レースはプラクティス、予選レースのクオリファイ、予選レース、決勝という長丁場であり、予選のための予選まであることに風吹は驚く。F1関係者のスカウトの目が光る中、戦いの火蓋は切られた。
午前のプラクティスを終え、休憩中、ホテルのプールでセシルの泳ぐ姿からインスピレーションを受けた風吹は新たなテクニック、「ジャンピング・ターン・フラッシュ」のヒントを得る。偉大なるF1チャンピオン、ジャッキー・スチュワートも完成できなかったといわれるそのテクニックを駆使し、午後の予選レースのクオリファイでは見事ポールポジションを獲得。三次はジャンピング・ターン・フラッシュ向きのセットアップを施すことになった。
しかし予選レースではジャンピング・ターン・フラッシュを重視するあまり、他のセッティングに手が行き届かずマシンは調子を崩し、ポジションを落としていく。決勝進出にぎりぎりの順位で何とかゴールした風吹はライバル達とともに決勝へ進む。
決勝では狭いコース、多数が出走する参加車両に苦戦するものの優勝を目指し快走を重ねる。強引な運転で優勝を狙うプライスはクラッシュ後の不安定な状態の早瀬のマシンをプッシュ。早瀬のマシンは横転し、裏返しになった状態で炎上。風吹はマシンを止め、救出を試みるものの、助け出す事ができず、早瀬は絶命した。怒りに燃える風吹の執念に同調したセシルは周回遅れになりつつも果敢にプライスをブロック。風吹に復讐のチャンスを与えた。
レース終盤、ジャンピング・ターン・フラッシュを武器に風吹は壮絶な戦いを繰り広るが、プライスとのドッグファイトでタイヤを酷使しフロントウィングを失った風吹は、もはや勝利を狙えない状態に陥る。風吹は勝負を諦めることなくプライスのタイヤに執拗にアタック。プライスのエアバルブを飛ばしてスローパンクチャーの状態に陥れ、両者のコンディションはイーブンに。最後に絞り出したジャンピング・ターン・フラッシュを決め、ついにトップチェッカーを受ける。しかし最大のライバルであり親友である早瀬を失ってしまった。

#### F1へ
ロータスF1チームのテストドライブの機会を得た風吹は、コーリン・チャップマンからのラブコールを受けるが、あっさり断り、オールジャパン体制の新興F1チーム「神風」で戦うことを明言。「ゼロ戦 007」と名付けられたそのマシンは、サッカー界のスーパースターからの転向という異色の経歴のレーサー、神藤速人が開発を担っていた。
チーム神風は風吹と神藤の2台体制で、1978年F1第7戦スペインGPへスポット参戦することになった。ハラマ・サーキットを舞台として鮮烈なデビューを飾ったチーム神風は好レースを展開、その戦いの最中、F3での雪辱を果たすべくロータス78で参戦していたプライスが風吹と絡み空中へ舞い上がる。ファイアストーン・ブリッジにコックピットから激突。
その後、風吹と神藤は突然のスローダウン。シャーシー剛性不足がトラブルの原因であった。新興チーム特有のマシン熟成不足による悔しいリタイア。この結果はマスコミにも酷評され、チーム神風は1戦限りでF1サーカスから姿を消した。

#### F1再挑戦、そして最後の戦い
水面下で熟成を重ねていたチーム神風はマシンを「ゼロ戦009」へ進化させ、満を持して1979年F1第6戦ベルギーGPへスポット参戦。再び風吹、神藤でレースに臨む。戦いの舞台、ゾルダーサーキットには風吹の師匠であり義兄である飛鳥ミノルの姿があった。
飛鳥は、前年にヨーロッパF2選手権でブルーノ・ジャコメリと同ポイントでダブルチャンピオンとなり、ジャコメリはアルファロメオから、飛鳥はポルシェからF1デビューとなった。
ポルシェチームはツーリングカーレースの参戦経験から満を持してターボF1マシンを引っ提げてシーズン途中からの新規参戦であった。マスコミの注目はこのポルシェ一点のみとなり、風吹たちのチーム神風は一切注目されることなくレースは幕を開ける。
予選では風吹と飛鳥の戦いとなり、風吹が僅差でポールポジションを獲得した。決勝日はモナコF3以来、サーキットに足を運んでいなかったミキも訪れた。ミキはこのレースの優勝で風吹との結婚を誓う約束をした。決勝では風吹が少し出遅れるものの、最終的には風吹と飛鳥の一騎討ちとなった。トップ争いを繰り広げる二人。このままどちらが優勝しても日本人ドライバー初優勝となる。
ファイナルラップの最終コーナーまでホイールトゥホイールの戦いを続けた2台は並んだままチェッカーを受けた。運命的な戦いを駆け抜けた2人はウィニングランへ…（作中ではどちらが優勝したのかは触れられていない）。

## 劇中のコーナリングテクニック
- ヒール・アンド・トウ
- スピンターン
- 三回転スピンターン
- パワースライド
- ドリフト
  - 四輪ドリフト
  - ブレーキングドリフト
  - 逆ドリフト
  - 慣性ドリフト
- 幻の多角形コーナリング
- ジャンピング・ターン・フラッシュ - F1編で登場した、その名のとおりマシンを空高くジャンプさせてカーブを曲がるというテクニック。本作に登場するレーステクニックでは唯一完全架空のものである。

## 登場人物
初期の公道レース時代の登場人物の多くが作者にとって身近な自動車趣味仲間がモデルになっており、後半のモータースポーツ編では実在する世界的なレーシングドライバーたちが登場している。その一方、漫画作品では珍しく中堅クラスの登場人物でもフルネームが存在せず、苗字あるいは通称でしか呼ばれない人物も多い。

### 主な登場人物
風吹裕矢（ふぶき ゆうや）
本編の主人公。登場時の年齢は18歳。普段は姉のローザ（ファッションモデル）と二人暮らし。
公道時代から一匹狼のドライバーとして活躍しており、暴走族界隈では「ロータスの狼」と呼ばれていた。ドライビング面では天才的なテクニックと冷静な判断力、そしてバトル中にドライビング・テクニックを生み出すなど驚異的な適応力を持ち、数多くの修羅場をクリアしてきた。普段は軟派な性格だが、運転中は負けん気の強い性格（最初期は自動車外でも喧嘩を売る硬派であった）となり、相手ドライバーを「イモ」と罵る光景もしばしば見られる。コーナリングを得意としており、「多角形コーナリング」や「慣性ドリフト」などを編み出すことから「コーナリングの魔術師」とも呼ばれる。初期の愛車ロータスにはボディフロント部分に☆マークを刻んでいたがそれは勝負して勝った相手の印であり、勝つ度に星の数が増えていった。後に公道グランプリのゴール直前に亡くなった沖田の愛車・ディーノを受け継ぐ。
F1参戦で優勝したのちドライバーを引退。続編の『サーキットの狼II モデナの剣』ではファッションデザイナーに転身している。
名前は作者が応援していたレーサー・風戸裕に由来する。
早瀬佐近（はやせ さこん）
主人公最大のライバル。登場時の年齢は18歳。
電機メーカー「早瀬電機」の御曹司で、ポルシェの暴走族「ナチス軍」総統。甘いマスクとやさしさを兼ね備え、人望も厚い人物。ドライビングは風吹と対照的に極めて冷静沈着であり、風吹とは何度も激しいライバル争いを行ってきた。
物語後半では風吹と同じくプロレーサーの道に進む。
早瀬ミキ（はやせ みき）
早瀬佐近の妹。春花学園の高校生。登場時の年齢は17歳。自らも女暴走族集団「赤い流れ星」を率い、関東近辺の暴走族を纏め上げている。
兄の佐近と風吹の戦いを通じ、途中からは風吹と実質的な恋人関係となる。公道グランプリでは途中で右腕を負傷しシフトチェンジが困難になった風吹の代わりに、ロータス・ヨーロッパの助手席に同乗してシフト操作を担当するなど、風吹との深い結びつきが作中で示されることが多い。日光レース後、18歳になったミキは免許を取得し、初心者にしてポルシェ930ターボに乗っていた。
飛鳥ミノル（あすか みのる）
プロレーサー。
かつては神奈川で、暴走族「湘南タイガー」のトップであり、街道レーサーチャンピオンとして君臨していた。若手では実力ナンバーワンのレーサーで、時速230キロからミウラを直角に曲げるテクニックを持ち、その技術の高さから風吹を驚かせた。若く暴走しがちな風吹を制御する兄貴分的存在であり、良きライバルでもあった。
風吹の姉であるローザとは恋人関係にあり、サーキットの表彰台で婚約発表をして結婚。風吹とは義兄弟の関係となる。トヨタ自動車のワークスドライバー川合稔がモデル（現実の川合稔もモデルの小川ローザと結婚した）。
風吹ローザ（ふぶき ろーざ）
風吹の姉。幼くして両親を亡くし、兄弟でマンションに同居している。職業はモデル。危険なレースに出る弟を心配しつつも暖かく見守る。飛鳥ミノルとは恋人同士であり、レースの世界で弟を見守るよう託す。小川ローザがモデル。
谷田部行雄（やたべ ゆきお）
作中では数多くの不良少年を更生させた実績から「青少年の父」の異名を持つ人物。その関係で警察にも顔が利く。
自称「年甲斐もないカーマニア」で、当初は沖田をプロレーサーとして育てるべく様々な援助を行っていたが、その沖田が公道グランプリで亡くなってしまったこと、また風吹に沖田に勝るとも劣らない才能を感じたことから、その後は風吹のスポンサーとなり、主に資金面で風吹をバックアップした。
山岸 みのり（やまぎし みのり）
早瀬電機とライバル関係にある電機会社の社長令嬢。
早瀬を幼少時から慕い、彼を魅了する自動車の世界に少しでも近づきたいと思いレーサーから訓練を受けて公道グランプリにコスモ・スポーツで参戦。その後、少しでも早瀬に近づきたいために一時的にマシンを失った風吹に自らのポルシェ930を貸し出し東名高速で勝負をさせる。しかし風吹のドライビングテクニックを見ているうちに自らしてきたことの愚かさを反省し、街道レースの世界から足を洗うことになる。勝負ののちに早瀬の前で号泣した。風吹や早瀬がプロレースの世界に進んだ後は、もっぱらミキと一緒にレースを観戦する側に徹し、女子らしくはしゃぐ一面も見せる。

#### サブキャラクター
複数のイベントに参加している登場人物は初登場の項に記す。

##### 公道グランプリ
沖田（おきた）
警察官出身のレーサー。秋田県出身。登場時の年齢は25歳。名前の由来は沖田総司。原作では最後まで下の名前は登場しなかったが、2009年に製作されたパチンコ機「CR 新サーキットの狼」では大治郎という名前がつけられている。
元々は町工場の工員だったが、中古でトヨタ・スポーツ800を手に入れてからスピードに目覚めるようになり、街道レーサーとして活躍。その後堂々とスピードを出せると言う理由から交通機動隊に異動を果たす。警官時代はスピード違反取締りの特殊部隊「新選組」に属し、新撰組の隊旗を模した塗装を施したパトカー（日産・フェアレディZ）で暴走族の取締りを行っていた。
のちに同じ秋田出身の谷田部からプロレーサーの道に誘われ、フェラーリ・ディーノの提供を受けて公道グランプリに参戦するが、すでに結核に体を冒されており満身創痍の状態であった。レース中に発作を起こしながらも最終コーナーでトップに立ったものの、コーナー脱出後に突然スローダウンしてしまう。最後は風吹に次いで2位でゴールしたが、ゴール直前ですでに沖田はステアリングを直進状態に握ったまま絶命していた。
隼人ピーターソン（はやと ピーターソン)
富士スピードウェイでのレースから登場するハーフのレーサーで、トヨタ2000GTに乗る。一人称は「ミー」。風吹が参戦する前年の公道グランプリ優勝者。
非常にプライドが高く、レースで勝つためならプッシングやブロックなどの悪質な走行妨害も平気で行い、果ては相手を死なせても何とも思わない悪役。しかしながらドライビングテクニックは優秀なものがあり、風吹・早瀬も一目置く存在。妨害工作に熱中するあまり、それが自らに跳ね返ってくることがしばしばあり、公道グランプリではクラッシュを起こして顔の左半分に大火傷を負ってしまう。その後BMWに乗り換えたのちもその性格が改まることはなく、最終的には流石島レースで火山地帯に突っ込みクラッシュ、マシンごと炎上。作中ではその後が描かれなかったため生死不明の状態となっていたが、『モデナの剣』で再登場した。
ハマの黒ヒョウ
横浜の暴走族連合の総元締めで本名は不明。
公道グランプリから一貫してカウンタックで参戦。最終的に3度クラッシュを起こすもののそのたびに修理して復帰し、風吹からもその執念深さは評価されるほど。しかし公道グランプリでは途中地点からの乱入、A級ライセンス取得レースでは周回遅れとなってわざと早瀬のポルシェを抑える等、本編内ではアンフェアなプレーが目立っていた。日光で開催された「ルマン･イン･ジャパン」でのレース中、トンネル出口でクラッシュして死亡。
影法師の会長（姓名不明）
愛車はランボルギーニ・ウラッコ。富士フレッシュマンレースに出場している。公道グランプリではそのテクニックを駆使して序盤にトップ争いを繰り広げるものの、ピーターソンのフェイントブロックに惑わされてクラッシュした。
極道連総長（姓名不明）
愛車はマツダ・サバンナ。スポンサーの仇をとるために執拗に風吹を狙う。数々の極悪非道な手口で風吹の命を奪おうとするが公道グランプリ後、風吹が手の届かない存在になったことを悟った。
ロータス・プレイヤー（風吹裕矢と同じロータス・ヨーロッパを駆る5人組、姓名不明）
チームプレイを得意とする5台。公道グランプリでは3台がクラッシュしたため、仲間の安否を気遣って全員リタイアした。

##### 筑波Aライ模擬レース
土方年男（ひじかた としお）
沖田と同じ警察官出身のレーサー。名前の由来は土方歳三で、沖田とは「新選組」時代からの同僚だった。
沖田の遺志を継いでプロレーサーとなり、筑波サーキットで行われたA級ライセンス取得模擬レースでデビューする。ドライブテクニックは決して派手ではないものの着実に順位を伸ばすタイプで、谷田部からは一時期沖田とどちらをレーサーに育ててゆこうか迷わせてしまうほどの実力を持っている。先述のA級ライセンス取得レースではスタート時にエンストを起こしてしまうものの、最終的に3位に入賞した。その後流石島(瀬戸内海に存在する設定の架空の島)で行われたレースにはカプリで参戦したが、ヨットの浮かぶ港湾に飛び込みリタイアした。
魅死魔国友（みしま くにとも）
各地の解散した暴走族の生え抜きが集結して結成された「シュトコー戦闘隊『神風』」のリーダー。
首都高速道路をホームとして夜中～明け方に何千週と駆け回り、首都高のことなら道路の継ぎ目や舗装の荒れ具合まで分かると豪語する。常に『神風』と書かれた鉢巻きをしており、右目には切り傷のような跡がある。風吹・早瀬を交えて首都高でレースに挑んだものの結果は3位となった。愛車はフェアレディZのレース仕様であるZ432R。白い車体に日の丸の図柄というインパクトの強いもので、登場当初はリア部分に国旗が取り付けられていた。A級ライセンス取得レースでは4位に入った。その後、流石島耐久レースではリジェJS2に乗り出場。
人物のモデルは作家の三島由紀夫で、「国友」の名は当時池沢のアシスタントだった国友やすゆきから取ったもの。
切替 テツ（きりかえ てつ）
「カーショップディノ」経営者。
筑波のA級ライセンス模擬レースから登場。レースでボーラを大破させたものの見事に蘇らせ、その後風吹･早瀬がポルシェ930を操って行った「東名高速道路の辻斬りマシン討伐」に割り込む形で参戦。最初は善戦したもののポルシェの戦闘力に負けて敗戦。その後流石島レースにも参戦したがレース途中でいつの間にか姿を消した。なお登場当初は「ボーラの男」と呼ばれており、名前が出てくるのは流石島での時点となる。
フェラーリ・クラブ・ジャパン会長で、フェラーリ専門店の「レーシングサービスディノ」の切替徹がモデルである。
原田和夫（はらだ かずお）
「北海の龍」の通称を持つ。
筑波のA級ライセンス模擬レースから登場。北海道の大自然道を走破。コーナリング性能No.1と言われるストラトスを駆り、風吹のライバルとなる。Aライ模擬レースでは最終コーナーでトップ争いを演じたがコースアウトしてしまう。流石島レースではターボチャージャーを装着したストラトスで参戦し、風吹と互角のコーナリング対決を演じたが、豪雨のホテル街でクラッシュした。ルマン・イン・ジャパンではドイツ・シュニッツァーチューンのセリカLBターボで出場するも8位に終わった。
辻本征一郎
A級ライセンス模擬レースの解説で登場。日産レーシングスクール校長（当時）で実在の人物。
橋本（名不明）
A級ライセンス模擬レースで辻本とともに登場。ジプシー・オートクラブ所属で審査委員長としてコントロールタワーでレースを見守る。ジプシー・オートクラブは後のチェッカーモータースポーツクラブ（現・ブレインズモータースポーツクラブ）で会長の橋本弘がモデル。
ハイエナの6（姓名不明）
愛車はポルシェ914・6(通常は4気筒エンジンが搭載されているがこれは2L・6気筒エンジンを搭載したモデル。さらにこの車輌は後年の911の2.4Lに換装)関東地方の走り屋。A級ライセンス取得レース前半では、風吹のロータスとミッドシップ同士で戦ったが、最終的には周回遅れとなってしまう。

##### 流石島レース
関根英次（せきね えいじ）
「潮来のオックス」の通称を持つレーサー。愛車はランボルギーニ・イオタSVJ（ウイング付き）。
流石島レースから登場。風吹の恋人である早瀬ミキも思わず「ハンサム」と言ってしまうほどの美男子。若干ナルシストな側面もある。レース終盤に火山地帯で岩に衝突、リタイヤした。ルマン・イン・ジャパンでは6位に入り、のちに飛鳥、早瀬らと共にヨーロッパF2選手権に出場するものの、クラッシュで重傷を負い再起不能となった。
人物のモデルは潮来市に在住するセキネネオン社長・関根英輔氏。当時発売されたスーパーカーのレコードにランボルギーニ･ミウラのオーナーとして登場していた。
田原 ミカ（たはら みか）
流石島レースで登場する女性レーサー。通称「フェラーリの女豹」。
田原財閥のお嬢様で、後継者探しに躍起となっていた父親の依頼で18歳までに15回のお見合いをさせられる。しかし、自分より速い男で無ければ満足できないという理由からレーサーの道を選ぶ。流石島レースでは風吹･早瀬を苦しめるものの最終的に隼人ピーターソンの悪辣な妨害に巻き込まれクラッシュし、そのまま帰らぬ人になる。なお、彼女の生い立ちについてはスピンオフ編の「フェラーリの女豹」で描かれた設定であり、本編では名前を含め多くは明かされていない。
四国の獅子（姓名不明）
愛車はデ・トマソ・パンテーラGT4。四国地方の走り屋。流石島レース後半、トップに進出するために、部下達に火山地帯で故意に崖崩れを起こすように指示した。フェラーリの女豹の308GTBとトップ争いを演じたが、火山地帯で岩石に衝突しクラッシュした。
ジャック・シンカー
愛車はシボレー・コルベット・スティングレー。谷田部が流石島レースのために呼んだ、アメリカの新鋭トップレーサー。1周目後半のホテル街でクラッシュした。
鈴木サトル
愛車はロータス・ヨーロッパ。風吹に憧れており、アンダーパワーなロータスで流石島レースを戦い抜こうとしていた。豪雨となったレース後半、いち早くレインタイヤに交換したことで、一時3位にまで順位を上げた。ラスト1周、風吹を他車から守るためにブロック、クラッシュ死亡した。
セリカLB（リフトバック）の男
トヨタ・ニュー7の5リッター・ターボエンジンを搭載したセリカで流石島レースに出場。800馬力のパワーで30度バンクにおいて頭角を現し、ビーチラインでは国産車初のトップに躍り出た。レースラスト1周、追い抜きをかけた風吹を抑えようとした際、サバンナRX-3、フェアレディ240ZGと共に鈴木サトルのロータスと接触、クラッシュした。

##### ホークス
椿健太郎
愛車は、日産TSサニー→ランボルギーニ・ウラッコ3000シルエット→BMW320ターボ。
富士フレッシュマンレースから参戦。風吹に勝利するという自信を得るために、ツーリングカーレースに出ていた。フレッシュマンレースではエンジン・ブローでリタイア。暴走するカウンタックLP500Sとフェラーリ512BBの事件では、新しく結成された暴走族グループ「ホークス」のサブリーダーとしてウラッコで参加、事件解決に協力した。ルマン・イン・ジャパンではBMW320ターボで、3位に入った。のちに飛鳥、早瀬らと共にヨーロッパF2選手権に出た。
京極さくら
愛車はポルシェ・928→BMW3.0cslターボ。
京都の女暴走族「紅孔雀」の総統。暴走するカウンタックLP500Sとフェラーリ512BBの事件では、新しく結成された暴走族グループ「ホークス」のサブリーダーとして928で参加、事件解決に協力した。ルマン・イン・ジャパンではBMW3.0cslターボのパワーを生かし、一時はトップに立った。
長岡五郎
愛車は日産・フェアレディ240ZG。風吹の学生時代の同級生。風吹は「二輪の狼」、長岡は「四輪のタカ」と呼ばれていた。新暴走族グループ「ホークス」の団結心を高めるために谷田部が企画した、筑波サーキットでのレースに参戦。事件解決後は、ルマン・イン・ジャパンに出場した。

##### ルマン・イン・ジャパン
ボビー・歌田
愛車はシボレー・コルベット・スティングレー。日系2世。ルマン・イン・ジャパンで、一度クラッシュした不安定なマシンで風吹と早瀬を追うが、中禅寺湖畔道路で林に突っ込みクラッシュした。流石島レースのジャック・シンカーと似ているが別人物という設定。
高林（名不明）
プロ・レーサー。ルマン・イン・ジャパンにGCマシン・マーチ74S BMWで参戦した。椿とのドッグファイト中にクラッシュした。高原敬武がモデル。
従山(名不明)
プロ・レーサー。ルマン・イン・ジャパンにGCマシン・マーチロータリーで参戦した。京極のスピンに巻き込まれクラッシュした。従野孝司と片山義美がモデル。
生島（名不明）
プロ・レーサー。ルマン・イン・ジャパンにGCマシン・GRD-S74で参戦、4位に入った。生沢徹がモデル。丹頂鶴カラーのヘルメットも本人どおり。
桑沢（名不明）
プロ・レーサー。ルマン・イン・ジャパンにGCマシン・マーチ74S BMWで参戦し5位に入った。桑島正美がモデル。
星部（名不明）
プロ・レーサー。ルマン・イン・ジャパンにGCマシン・マーチ74S BMWで参戦した。単独スピンした上、風吹と接触し後退した。星野一義がモデル。

##### F3
ジョージ・プライス
一流ブランドメーカー、ルイ・バートンの御曹司。BP・F3選手権のニュー・スター。BP・F3選手権第4戦ブランズハッチ・サーキットでF3初参戦の風吹と対決するが、エンジン・ブローでリタイヤする。モナコF3で早瀬のマシンをプッシュ、クラッシュさせ死に追いやった。その後F1スペインGPにロータス・78で参戦するも、風吹のゼロ戦007と接触後宙を舞い、ファイアストーンブリッジに激突した。生死は不明。トム・プライスがモデル。
フランケン・ホフマン（クレイジー・フランケン）
F3ドライバー。モナコF3に参戦。マシンはラルトRT-1。人間性の問題からF3に留まってはいるが、ドライビング技術ではジョージ・プライスに匹敵する。モナコの決勝で、風吹を押し出そうとしてコース脇コンクリートウォールに激突、大破した。
セシル・ラピエール
女性F3ドライバー。モナコF3に参戦。マシンはシェブロン。「バラのセシル」の通称を持つ。フランスの貴族出身で裕福な生活に反抗してモータースポーツにかけている。風吹に「ジャンピング・ターン・フラッシュ」のヒントを与えた。決勝で、早瀬の敵討ちに燃える風吹のために、周回遅れになりながらもジョージ・プライスをブロックした。
三次「さんじ」（姓不明）
マーチのメカニック。モナコF3を観戦に来て、風吹のマシンに「ジャンピング・ターン・フラッシュ」に最適なセッティングを施した。

##### F1
神藤速人
元はサッカー界の国際的スター。谷田部のF1プロジェクトで純日本のチーム「神風」のテスト・ドライバーとして「ゼロ戦007」の開発に協力、チームのNo.2ドライバーとなった。風吹に強いライバル心を持ち、デビュー戦のスペインGPで激しいバトルを繰り広げたが、シャーシの剛性不足で両者ともリタイヤした。1年後のベルギーGPに風吹と共に「ゼロ戦009」で参戦した。

##### その他の登場人物
その他の登場人物には以下のような人物がいる。
極道連スポンサー・通称「坊ちゃん」（姓名不明）
愛車はデ・トマソ・パンテーラ。シグナル・グランプリで風吹のロータスに敗れたことを恨み極道連メンバーたちと風吹を付け狙う。
飯島チーフ（名不明）
ロータスのメンテナンスを担当しているメカニック。公道グランプリでクラッシュしたロータスに、谷田部が資金援助し開発したターボエンジンを搭載、ロータス・ヨーロッパ・ツインカム・ターボ・スペシャルとして再生した。飯島の所属は作中の建物の文字から当時、ロータスの正規輸入代理店をしていたアトランティック商事（現・アトランティックカーズ）と思われる。
高速をGCマシンで走る男（姓名不明）
元レーサー上がりのトラック運転手。輸送中に遭遇する危険運転車両に腹を立て、マシン狩りをするために他のトラック仲間と共同でGCマシンを入手した。
成金息子A（カウンタックの男）（姓名不明）
成金息子B（ボクサーの男）（姓名不明）
共に、谷田部とライバル関係にある実業家の息子。物だけを与えられ、見かけ上は不自由のない生活をしていた。兄はLP500S仕様のカウンタック、弟はフェラーリ512BBで暴走行為を繰り返した。
鈴本（名不明）
全日本カートチャンピオン。富士サーキット・ゴーカート場で、風吹とレーシングカートで対決した。鈴木利男がモデル。

## 主なレース
公道グランプリ
全国から街道レーサーが集まり、公道で争うレース。非合法のため、警察が阻止しようとする。前年の覇者は隼人・ピーターソン。
コースは、伊豆スカイライン→芦ノ湖スカイライン→表富士周遊道路料金所手前で折り返し→芦ノ湖スカイライン→箱根ターンパイク→真鶴道路→熱海ビーチライン→伊豆スカイライン。
参加台数は55台。全距離は約250キロメートル。
A級ライセンス取得模擬レース
国内A級ライセンス取得の為のレース。午前中に筆記試験があり、午後にレーシングコースでの走行となる。
コースは筑波サーキット。1周約2キロメートルを20周する。
流石島レース
谷田部行雄が、瀬戸内海・塩飽諸島の流石島（架空の島）に計画しているレジャー施設の一つ、サーキットコースの完成を記念した耐久レース。
1周30キロメートルのコースを20周する。コースにはカント30度のバンクがあり「うず潮バンク」と呼ばれている。
富士フレッシュマンレース
飛鳥や谷田部に同一レベルのマシンで戦うことを勧められ風吹が出場した、富士スピードウェイで行われるプライベート・チューナーによるマイナーツーリングカー・レース。なお富士フレッシュマンレースは実在したレースである（現在の富士チャンピオンレースの前身）。
ホークスレース
風吹をホークスのリーダーとしてメンバーたちに認めさせるために筑波サーキットで開催。
ル・マン・イン・ジャパン (日光レース)
日光、中禅寺湖付近の公道封鎖コースによるレース。
ゴーカートレース
富士サーキット（富士高原サーキット）のゴーカート（カート）レース。450mのコースを10週。
BP・F3選手権
英国ブランズハッチサーキットで開催。
モナコF3
モンテカルロ市街地コースで開催。
F1 (スペイングランプリ)
ハラマ・サーキットで開催。
F1 (ベルギーグランプリ)
ゾルダー・サーキットで開催。

## 主な登場車両

### 公道グランプリ～筑波Aライ獲得レースまで
- ロータス・ヨーロッパスペシャル - 風吹の愛車。リアウィングを装備している。ダンプの荷台からジャンプを決めても無傷であったが、終盤ではスタビライザーを壊しハンドリングが不安定になる。その後（当時存在していなかった）国産のターボチャージャーを搭載し、125馬力から180馬力にパワーアップ。赤いストライプの星を消してリニューアルするが、筑波Aライ試験編の最後でブローし、廃車となる。ボディカラーは白いボディに赤いストライプだが、これは池沢が本作の考案中に実際に見かけた個体[14]をモチーフにしたものである。
- ポルシェ・911カレラRS - 早瀬の愛車。1973年の通称73カレラ。ファンベルトが切れたが自ら修理してレースに復帰するものの、リアスポイラーを損傷し、さらにオイルパンを打ちオイル漏れが発生。ゴール時にはエンジンブローし廃車となる。側面ドア部分にハーケンクロイツのマークがあるのが特徴で、また、風吹と同じく勝負して勝った相手の数を☆マークに置き換えトランク部分に刻んでいた[15]。
- ポルシェ・930ターボ - 早瀬二台目の愛車。沖田のディーノを操る風吹を影のように見守りながら登場。早瀬の幼馴染、山岸みのりも彼の気を引くため入手した。シュトコー戦闘隊、筑波Aライ取得レースでは見事に1位に輝く。
- ディーノ・246GT - 沖田の愛車。中盤で軽いクラッシュを起こしフロントのナンバープレートを無くす。それ以外はゴールまで特にダメージは無かったが沖田自身が運転したまま病死する。
- トヨタ・2000GT - ピーターソンの車。
- ランボルギーニ・ウラッコ - 影法師会長の車。ピーターソンのフェイント・ブロックによりコントロールを失いクラッシュ。Aライ模擬レースでは土方の愛車として登場。
- フェラーリ・デイトナ - 早瀬をクラッシュに追い込もうとするが、早瀬のポルシェがこぼしたオイルに乗りスピン・別のバトルでクラッシュリタイア。
- マツダ・カペラロータリー - マフラーから火を噴く程のチューンを施している。風吹との勝負でコントロールを失いクラッシュ。
- マツダ・コスモスポーツ - 山岸みのりの愛車。赤色。早瀬に勝負を挑むがメカニカルトラブルで停止。そのままリタイアした。
- ランボルギーニ・ミウラP400S - 飛鳥ミノルの愛車。公道グランプリにはエントリーしていなかったが、風吹、早瀬、沖田を見守るように谷田部から頼まれ併走する。時折プロレーサーらしい凄腕を披露した。
- 日産サニーエクセレント - 一般車だが公道グランプリに巻き込まれトラックと激しく衝突する事故を起こす。この事故でトラックから積荷の丸太が早瀬のポルシェを襲い、オイル漏れを引き起こす。運転していた男性の息子は暴走族に入って事故死してしまったという事が作中で語られる。
- トヨタ・パトロール - クラウンのパトカー版。違法レースの通報を受け静岡県警より3台が出動するが沿道で応援する暴走族たちに襲われ捕われる。その後、早瀬の手下であるナチス軍に拘束される。コマによって「警視庁」と車体に書かれているがコミックス版では「静岡県警」に一部訂正されている。

### 流石島レース
流石島サーキットのツーリングカーレース。出場台数は60台。出場車両はFIAグループ4及びグループ5相当。
- ゼッケン17 フェラーリ・ディーノレーシングスペシャル[17]

風吹のレースカー。沖田の形見のディノ246GTを谷田部がスタッフを手配し改造された。デザインはピニンファリーナが1967年に発表したディーノのショーモデル（ディーノ コンペティツィオーネ）を模しており、フロントスポイラーは作品オリジナル仕様。フェラーリ308GTBのV8エンジンを積む。レースでは序盤に他車のクラッシュを避けるために遅れ、すぐにトップグループに追い上げるもコースアウトでタイヤにダメージを受け徐々に後退。その後の雨ではスリックのまま健闘したもののウェットタイヤ勢には立ち向かえず、何度も進退を繰り返す。終盤でヘッドライトを破損するが、アクリルカバーを外して応急処置をしてレース復帰した。
- ゼッケン3 ポルシェ911カレラRSRターボ[18]

早瀬のレースカー。ヨーロッパのレースを戦った実績のあるワークスカー。序盤からトップグループに加わり、中盤の雨でも気候を先読みして降る前からレインタイヤにチェンジ。全てが順調だったが、四国の獅子の手下による妨害工作でリードは台無しになる。終盤に密林地帯で風吹と絡みコースアウトし、下回りにダメージを受け（早瀬いわくアンチロールバー（スタビライザー）あたり）フィニッシュ時の大クラッシュの原因となる。
- ゼッケン8 フェラーリ308GTB

フェラーリの女豹のレースカー。序盤は風吹と行動を共にするが、雨の気配を感じた早瀬に続き、鈴木サトルと共にウェットタイヤにスイッチ。雨が降り始めてからトップグループを形成する。その後、ピーターソンの激しい攻撃を受ける風吹を守りバンク上で激しくクラッシュ、炎上する。
- ゼッケン1 ランボルギーニ・ミウラ

飛鳥ミノルのレースカー。リップスポイラーを追加している。スタートではエンジン始動に手間取り最後尾になる。レース序盤に追い上げを見せたもののイグニッションコイルの不調で再び遅れピットインし、部品交換を行い何とか復帰する。終盤はトップグループに位置していたが、油温上昇とオーバーヒート中の全開走行によりペースダウンせざるをえなくなり、トップ争いを風吹と早瀬に譲る。
- ゼッケン6 ランボルギーニ・イオタ

潮来のオックスのレースカー。プライベーターながらワークスポルシェと同等の速さを持ち、早瀬からも賛辞を受ける。スタート早々にトップグループを形成し、序盤から中盤まで順調なレースを重ねる。しかしランボルギーニ社はワークス活動をしていなかったゆえにレース実績がなく、後半はマイナートラブルによる性能低下に悩ませられる。夕闇となったレース終盤で飛鳥とのバトル中に火山地帯の岩石に足をとられ、クラッシュ・リタイア。
- ゼッケン12 ランボルギーニ・カウンタック

ハマの黒ヒョウのレースカー。長丁場の耐久レースで狭い室内が高温になり、体力低下に悩ませられる。つり橋でクラッシュ・リタイア
- ゼッケン11 マセラティ・ボーラ

切替テツのレースカー。目立った走りができず切替は「トホホ俺っていつも負けてばっかり」とこぼす。
- ゼッケン7 BMW 3.0CSL

ピーターソンのレースカー。早瀬と黒ヒョウめがけてプッシュを試みるも、避けられて単独クラッシュ。フロントフェンダーを損傷するが応急処置でレース復帰。風吹と激しいドッグファイトの末、火山地帯でクラッシュ、炎上しリタイア。
- ゼッケン5 フォード・カプリ

土方のレースカー。豪雨の中スリックで風吹とバトル中・ピットレーン入り口でコースアウト・リタイア。
- ゼッケン10 リジェ・JS2

魅死魔のレースカー。トップグループに加わっていたが、スリックのまま雨が降りウェットタイヤの早瀬に抜かれまいとブロックしたところ、接触し自身がコースアウト・クラッシュしリタイア。
- ゼッケン15 ロータス・ヨーロッパ

鈴木サトルのレースカー。他のレースカーに比べ非力さが目立つが、ウェットコンディションとなりレインタイヤを装着。ドライタイヤ勢に一矢を報いる。
- ゼッケン2 デ・トマソ・パンテーラGT4

四国の獅子のレースカー。コース外の手下に命令し崖から岩石をコースに放り込ませレースを妨害・中断させ、雨上がりでもウェットのまま走り続け一度はトップに立つ。その後、すぐに女豹に抜かれて冷静さを失い、手下に撒かせた岩石に自身が衝突しクラッシュ・リタイア。
- ゼッケン9 ランチア・ストラトス

北海の龍のレースカー。30度バンクで激しいスピンをして多重クラッシュのきっかけとなる。雨の中、ホテル街手前で飛鳥を無理に抜こうとしてクラッシュ・リタイア。ターボチャージャーを装備している。
- ゼッケン4 シボレー・コルベット・スティングレー

ジャック・シンカーのレースカー。ホテル街で早瀬とバトル中にコースアウトし爆発炎上。命に別条は無かったが、そのままリタイア。
- ゼッケン77 セリカ・リフトバック

トヨタ7のエンジンを積むモンスターマシン。5リッター800馬力のターボエンジンを搭載。一瞬トップへ立つが風吹に抜かれ「幻の多角形コーナリング」と叫び、風吹自身がそのテクニックを知るきっかけとなる。終盤まで上位を争い、国産勢と風吹をブロックするが、それを助けようとした鈴木サトルと絡みクラッシュ・リタイア。
- ゼッケン23 ニッサン・フェアレディ240ZG

序盤、ピーターソンのテールに弾かれクラッシュ。
- ゼッケン13 フェラーリ・デイトナ

予選で200キロ走行中の風吹たちをバンクの上段からブチ抜く。しかし決勝ではバンクで風吹の後ろに付いたまま全開し、限界を超えてクラッシュ。
- ゼッケン56 マセラティ・メラク

序盤では鈴木サトルらとセカンドグループを形成し、北海の龍と激しくバトル。
- ゼッケン71 トヨタ・スターレット
- ゼッケン80 ニッサン・サニー

1200cccTS仕様。スターレット、サニーと行動を共にする。飛鳥いわく、2台とも「ツーリングカーレースではピカイチのプロドライバー」
- ゼッケン14 ランボルギーニ・ウラッコ

ウェットタイヤに交換した早瀬を易々とパスするが、その後の雨ですぐに逆転される。
- ゼッケン21 ポルシェ914/6

ウラッコと行動を共にする。筑波模擬レースの男と同一車・同一人物かは不明。
- ゼッケン50 ニッサン・フェアレディ240ZG
- ゼッケン32 マツダ・サバンナRX3

終盤、セリカLBと共に風吹をブロックするが、鈴木サトルのアタックによりクラッシュ・リタイア。

### ホークス
ホークス結成の筑波レース。およびホークス活動である走り屋狩り2台（カウンタックLP500Sとフェラーリ512BB)の捕獲作戦。
- ランチアストラトス - 風吹の車。谷田部から与えられた。ロードカー（市販車）であるが、ホークス活動完了後にレースカーに改造する事を予め宣言されていた。レースは赤旗中断であったが、実質優勝扱い。捕獲作戦ではオーバーステアセッティングを施し、ダートで走り屋狩り2台を追い込む。
- ランボルギーニウラッコシルエット - 椿の車。ホークスでのみ使用。レースはピットロードから飛び入り参加し、終始トップ争いを演じる。その走りから谷田部に見初められた。捕獲作戦でも先回りしてダートに走り屋狩り2台を誘導するなど、クレバーな走りを見せた。
- ポルシェ928 - 京極の車。レースで男勝りな速さを披露し、ホークス幹部の座を勝ち取るが走り屋狩りに翻弄されクラッシュ。
- 日産フェアレディ240ZG - 長岡の車。長岡自身がチューニングを施している。レースではエンジンブロー、走り屋狩りにはクラッシュに追い込まれた。
- ランボルギーニ・カウンタックLP400 - 黒ヒョウの車。レースに途中参加するが、最終コーナーでスピンしエンストし終了。捕獲作戦には参加せず単独で行動するも、走り屋狩りに追い込まれドアを弾き飛ばされた上、自身も失神する。
- ランボルギーニ・カウンタックLP500S - 謎の走り屋狩りの1台。ウォルター・ウルフ特注のLP500Sに準ずる外装であるが、黒ヒョウからは偽物であると断言されている。
- フェラーリ512BB - 謎の走り屋狩りのもう1台。特に目立った改造箇所のない市販車であるが、連載当時は市販車最速の最高速度302キロと言われていた。

### ルマン・イン・ジャパン（日光レース）
予選は富士スピードウェイ、決勝は日光市街地コース。出場車両はFIAグループ4(GTカー)、グループ5(シルエットフォーミュラ)、グループ6(プロトタイプ)相当の混走。
- ゼッケン10 ランチアストラトス・シルエット - 風吹のレースカー。当時のグループ5仕様で実在のレースカーとほぼ同仕様の容姿を持つ。フロントフードに大きく書かれた「狼」の文字が特徴。ターボで武装するが予選では特定の回転域しか過給されず低迷。決勝では完調となりトップ争いに加わるも星部のマーチと絡んで足回りトラブルを起こす。終盤トップへ立つが終盤、トラブルが原因となり最終コーナーでコースアウト・炎上リタイア。
- ゼッケン3 ポルシェ935-77ターボ - 早瀬のレースカー。マルティニカラーのワークスカー。決勝で順調にトップ争いしていたが、他車のクラッシュにより突然スランプに陥る。風吹の激によりスランプを脱し2位入賞。
- ゼッケン26 BMW320ターボ - 椿のレースカー。早瀬同様、ヨーロッパのワークスカーという設定。決勝では独走状態であったが、路面ミューの低いところで単独スピンしタイムロス。早瀬たちに抜かれるものの3位入賞。
- ゼッケン15 BMW3.0CSL - 京極のレースカー。巨大なパワーを誇り、途中では女性として初めてトップに立つ。終盤トップ集団の気迫に押され後退。
- ゼッケン5 ランボルギーニ・カウンタック・シルエット - 黒ヒョウのレースカー。架空のマシン。固定ライト化され、追加フェンダーを装備している。決勝中にオーバースピードでコーナーに入りクラッシュ、炎上。風吹たちの救助活動も空しく焼死する。
- ゼッケン12 セリカLBターボ - 北海の龍のレースカー。シュニッツァーチューンで実在のレースカーと同型。カラーリングも実車同様であった。決勝は8位。
- ゼッケン9 リジェJS2 - 魅死魔のレースカー。流石島レースと同型車であるが、全く同じ個体であるかは不明。決勝は7位。
- ゼッケン16 トヨタ2000GTシルエット - 土方のレースカー。架空のマシン。リトラクタブル廃止、スポイラー追加がされている。決勝は9位。作中では目立った活躍はなかったものの、連載終了後に商品化される等マニアックな人気を誇る。
- ゼッケン11 デトマソパンテーラGT Gr.5 - ドライバー不明。実在のレースカーと同型。丸目2灯フェイスが特徴。決勝では早瀬と絡み、崖下に転落し炎上。ドライバーの生死は描かれていないが、クラッシュ現場で早瀬は呆然となり突如スランプに陥るきっかけとなる。
- ゼッケン4 フェラーリ365GT4BB Gr.5 - ドライバー不明。実在のレースカー。実車同様にリトラクタブルを廃し、アクリルカバー付き4灯となっているのが特徴。長岡のZを強引にプッシュして抜き去るが、その際にフロントラジエターを損傷しオーバーヒートし走行不能になりリタイア。
- ゼッケン1 マーチ74s・BMW - 飛鳥のレースカー。実在のGCマシン。オープン2座シャシーで排気量2000cc。決勝では激戦を制し優勝する。
- ゼッケン30 マーチ74s・BMW - 高林のレースカー。標高の高いエリアでキャブレターの調子を崩し、トップグループで椿と激しくバトルの末、単独クラッシュ・リタイア。
- ゼッケン71 コルベット・スティングレー・シルエット - ボビー歌田のレースカー。星条旗カラー。早瀬とのバトル中に単独クラッシュ。その後に執念で追走し、早瀬を道連れに激突しようとするが失敗し、リタイア。
- ゼッケン6 ランボルギーニ・イオタ・スペシャル - 潮来のオックスのレースカー。架空のマシン。イオタをベースにシルエットフォーミュラ化されている。6位入賞。
- ゼッケン50 マーチ・ロータリー - 従山のレースカー。実在のGCマシン。レーシング13Bロータリーエンジンを積む実在車と同一のカラーリング。京極が目前で単独スピンし、接触を避けようとしたが京極のBMWにフロントから乗り上げ、そのまま舞い上がった後に地面に叩き付けられる。そのまま走行不能となりリタイア。
- ゼッケン18 ニッサン・フェアレディZ・シルエット - 長岡のレースカー。架空のマシン。S30をベースにGノーズを装着し、ワイドフェンダー化、大型スポイラー装着。当時のニッサン・ワークスカラーに準じている。レース中、フェラーリBBに弾き出される。
- ゼッケン19 マーチ74s・BMW - 星部のレースカー。実在のGCマシン。マルボロ・チュードルカラー。UNI-PEXステッカーも実在車どおり。終盤でトップ争いを繰り広げるが、タックインに失敗しスピン。そこに風吹が乗り上げジャンプ。風吹の終盤トラブルの原因を作る。
- ゼッケン37 GRD74S - 生島のレースカー。実在のGCマシン。シックスーパー2カラー。コーナーに4台並んで入ったところで行き場を失い、やむなく路肩に逃げ順位を落とすがプロの意地を見せ追い上げ、4位入賞。
- ゼッケン2 マーチ74s・BMW - 桑沢のレースカー。実在のGCマシン。スリーボンドカラー。特に目立った走りは無かったが決勝では着実にトップグループに位置し、5位入賞。

### F1
当作品で登場する風吹たちの「チーム神風」は架空のチームであるが、マキF1やコジマF1といった日本チームの挑戦をモチーフとしている。また飛鳥のポルシェF1も架空である。その他の車両、ドライバーなどは実在のものがほとんどである。
- チーム神風 ゼロ戦007 - チーム神風のデビュー第1号モデル。コジマ・KE007がモデル。
- チーム神風 ゼロ戦009 - チーム神風の改良版モデル。コジマ・KE009[20]がモデル。

## 作品に登場する場所・会社など

### サーキット
- 富士スピードウェイ - 風吹がロータスで初めて走ったサーキット。静岡県駿東郡小山町に実在するサーキット。本来スポーツ走行はサーキットのライセンスが必要であるが、作中にその描写はない。富士フレッシュマンレース、日光レースの予選もここで行われた。連載当時は30度バンク廃止後のショートコースであるが、後に追加されたシケイン(Aコーナー、Bコーナー)は設置前の状態である。
- 筑波サーキット - 風吹がロータスで走ったAライ模擬レースの開催場所。茨城県下妻市に実在するサーキット。風吹たちが走ったのは本コース（現・筑波サーキット2000）である。ホークス・レースもここで行われた。現在もコースレイアウトに大きな変化はない。
- ブランズ・ハッチサーキット - イギリスに実在するサーキット　風吹はこのサーキットでF3デビューする。
- シルバーストーンサーキット - イギリスに実在するサーキット・風吹がBMWのF2ドライバーのテストを受けたサーキット。
- モナコ市街地 - 風吹や飛鳥・早瀬らが参戦したモナコグランプリが開催された場所。市街地を閉鎖して作られる特設サーキット。ホテル下のトンネルが有名。
- ハラマ・サーキット - スペインに実在するサーキット。F1・ゼロ戦007が初めて参戦した。
- ゾルダー・サーキット - ベルギーに実在するサーキット。ゼロ戦009が参戦した。

### 店・会社
- アトランティック商事 - 風吹のロータスのメンテナンスを行う飯島チーフが登場。外苑東通り（東京都港区麻布台3丁目）に実在する外国車ディーラー。当時はロータス輸入正規代理店であった。現在は「株式会社アトランティックカーズ」としてダラーラなどを扱っている。
- スナック喫茶ポルシェ - 風吹や早瀬が訪れた喫茶店。風吹と谷田部が初めて出会った場所でもある。千葉県柏市に実在した喫茶店。当時駐車場でスーパーカーショーを開催した事もあった。
- バラライカ御殿場店 - 公道グランプリではこの店の駐車場に沿道から声援を送る暴走族達が集まった。静岡県御殿場市に実在したロシア料理レストラン。
- カーショップ・ディノ - 筑波Aライ模擬レースの他で登場したマセラティ・ボーラの切替テツのヘルメットに書かれていた店名。茨城県土浦市に実在するフェラーリ等を扱う外国車ディーラー。オーナーは切替徹（とおる）である。
- 日産レーシングスクール - 筑波Aライ模擬レースや流石島レースで解説を勤めた辻本を校長とするメーカー直系のレーシングスクール。現在もレーシングスクールの他、マーチ・カップなどを手がける。
- ジプシー・オートクラブ - 筑波Aライ模擬レースで審査委員長を務めた橋本が所属するJAF公認モータースポーツクラブ。現・ブレインズモータースポーツクラブ。連載当時はA級を含むモータースポーツライセンスはJAF公認クラブに所属する必要があった。
- 三和（みつわ）自動車（現：ミツワ自動車） - 作中登場するポルシェ930ターボの解説に登場。作者が当時購入した実際の車の解説の中で紹介されている。
- 若松エンジニアリング - 風吹のディノRSを製作した工場。谷田部がイタリアよりフェラーリのメカニックを招致し、ここで組み上げた。静岡県富士市に実在するレーシングカー工房（現・レーシングエンジニアリングスピード若松）である。完成したディノRSに仮ナンバーを付け、風吹が谷田部とともにテスト走行を行った箱根やシェイクダウンを行った富士スピードウェイにも比較的近い距離に位置し、作品にリアリティを与えている。
- まつおか自動車 - 風吹のサニーをメンテナンスしていたチューニングショップ。風吹が最初に訪れた時にメカニックは挑戦的な態度で接するが、富士での練習走行を見て態度を改める。神奈川県横浜市に実在するチューニングショップ。現在もサニーのチューニングやパーツ販売を行っている。

## 書誌情報

### 単行本
- 池沢さとし 『サーキットの狼』 集英社〈ジャンプ・コミックス〉、全27巻
  1. 「ウワサの男」1976年1月31日初版発行
  2. 「空中ジャンプ」1976年3月31日初版発行
  3. 「手おいの狼」1976年5月31日初版発行
  4. 「トップにたつ」1976年7月31日初版発行
  5. 「勝利への爆走」1976年9月30日初版発行
  6. 「ロータスの復活」1976年11月30日初版発行
  7. 「コーナーの闘魂」1977年1月31日初版発行
  8. 「新テクニック開眼」1977年2月28日初版発行
  9. 「チェッカーをめざせ！」1977年4月30日初版発行
  10. 「トラック軍団」1977年6月30日初版発行
  11. 「海岸通りの攻防」1977年8月31日初版発行
  12. 「キバむく女豹」1977年10月31日初版発行
  13. 「風吹のひらめき」1977年12月31日初版発行
  14. 「風吹の受難」1978年3月31日初版発行
  15. 「暗雲たれこめる」1978年6月30日初版発行
  16. 「狼健在」1978年8月31日初版発行
  17. 「ゴール目前」1978年11月30日初版発行
  18. 「新たな闘志」1979年3月31日初版発行
  19. 「河原の激闘」1979年6月15日初版発行
  20. 「限界点」1979年9月15日初版発行
  21. 「コーナーに散る」1979年11月15日初版発行
  22. 「激走のはてに」1980年2月15日初版発行
  23. 「狼旅立つ」1980年6月15日初版発行
  24. 「悪魔の使者」1980年8月15日初版発行
  25. 「炎の追走！」1980年8月15日初版発行
  26. 「涙の激走！」1981年1月15日初版発行
  27. 「狼よ永遠に…」1981年4月15日初版発行
- 池沢さとし 『サーキットの狼II モデナの剣』 集英社〈スーパー・プレイボーイ・コミックス〉、全25巻

- 池沢さとし 『21世紀の狼』 ケイエスエス〈KSS comic〉、全3巻
  1. 1999年10月発行、ISBN 4-87709-393-1
  2. 1999年11月発行、ISBN 4-87709-397-4
  3. 1999年12月発行、ISBN 4-87709-398-2

### 文庫版
- 池沢さとし 『サーキットの狼』 秋田書店〈秋田漫画文庫〉、全4巻
  1. 1984年6月20日発行、ISBN 4-253-01708-8
  2. 1984年7月20日発行、ISBN 4-253-01709-6
  3. 1984年8月20日発行、ISBN 4-253-01710-X
  4. 1984年9月20日発行、ISBN 4-253-01711-8
- 池沢さとし 『サーキットの狼』 ベストセラーズ〈(KK comics bunko〉、全3巻
  1. 2001年11月発行、ISBN 4-584-36007-3
  2. 2002年1月発行、ISBN 4-584-36010-3
  3. 2002年3月発行、ISBN 4-584-36012-X

### MCCコミックス版
タイトルが『サーキットの狼2 モデナの剣』に改題された第20巻以降の書誌情報についてはサーキットの狼II モデナの剣#MCCコミックス版を参照。
- 池沢さとし 『サーキットの狼』 マインドカルチャーセンター〈MCCコミックス〉、全19巻
  1. 「スタート前夜」1996年8月8日初版発行、ISBN 4-944017-80-4
  2. 「手おいの狼」1996年9月16日初版発行、ISBN 4-944017-81-2
  3. 「勝利への爆走」1996年10月14日初版発行、ISBN 4-944017-83-9
  4. 「ロータスの復活」1996年11月18日初版発行、ISBN 4-944017-84-7
  5. 「コーナーの闘魂」1996年12月11日初版発行、ISBN 4-944017-85-5
  6. 「チェッカーをめざせ」1997年1月20日初版発行、ISBN 4-944017-86-3
  7. 「トラック軍団」1997年2月12日初版発行、ISBN 4-944017-87-1
  8. 「キバむく女豹」1997年3月8日初版発行、ISBN 4-944017-88-X
  9. 「風吹のひらめき」1997年4月15日初版発行、ISBN 4-944017-89-8
  10. 「暗雲たれこめる」1997年5月8日初版発行、ISBN 4-944017-90-1
  11. 「狼健在」1997年6月11日初版発行、ISBN 4-944017-91-X
  12. 「ゴール目前」1997年7月10日初版発行、ISBN 4-944017-92-8
  13. 「河原の激闘」1997年8月13日初版発行、ISBN 4-944017-93-6
  14. 「コーナーに散る」1997年9月11日初版発行、ISBN 4-944017-94-4
  15. 「激走のはてに」1997年10月16日初版発行、ISBN 4-944017-95-2
  16. 「悪魔の使者」1997年11月13日初版発行、ISBN 4-944017-96-0
  17. 「炎の追走！」1997年12月18日初版発行、ISBN 4-944017-97-9
  18. 「狼よ永遠に…」1998年1月16日初版発行、ISBN 4-944017-98-7
  19. 「番外編」1998年2月19日初版発行、ISBN 4-944017-99-5

### 復刻版
- 池沢早人師 『サーキットの狼 漫画家40周年記念オールカラー復刻版』 モーターマガジン社〈Motor magazine mook〉、全3巻
  1. 「公道グランプリ編 1」2009年11月発行、ISBN 978-4-86279-181-8
  2. 「公道グランプリ編 2」2009年11月発行、ISBN 978-4-86279-182-5
  3. 「公道グランプリ編 3」2009年12月発行、ISBN 978-4-86279-183-2

## 映画
東映製作・配給により、1977年8月6日公開。富士フイルムカラー、シネマスコープ、映倫番号：19084。同時上映は『トラック野郎・度胸一番星』。配給収入は10億9000万円。
キャスト
- 風吹裕矢：風吹真矢（氏家修）
- 沖田：矢吹二朗
- 早瀬左近：佐藤仁哉
- 飛鳥ミノル：倉石功
- 風吹ローザ：山内恵美子
- 早瀬ミキ：横本メイ
- 矢田部行雄：夏木陽介(特別出演)
- 藤河鉄一郎：今井健二
- 藤河鉄：高品正宏
- 極道連A：町田政則
- 交通警官：高月忠
- 極道連D：大西義宏
- レース団長：小林稔侍
- レーサー：城春樹
- サーキット場の観客A：栗原敏
- サーキット場の観客B：井上清和
- 裕矢の母親：榊ひろみ
- 池沢さとし、藤山浩一、大蔵晶、伍代守、芦沢道子、岡久子、宮崎三男、三原利彦、沢田浩二、神宮司、山村圭二、小林春成、市川清美、細野輝利、加藤公二、藤公二
- 辻本レーシング：辻本征一郎
- A・O・Sレーシング：青山敦夫、松浦義則、武士恭久
- 特別出演プロレーサー：高橋国光、長谷見昌弘、中嶋悟、星野一義、瀬川雅雄、長坂尚樹、杉浦克彦、石川茂

スタッフ
- 企画：矢部恒、坂上順
- 脚本：山口和彦、中西隆三
- 撮影：出先哲也
- 照明：梅谷茂
- 録音：長井修堂
- 美術：北川弘
- 編集：田中修
- 記録：宮本衣子
- 助監督：深町秀煕
- スチール：藤井善男
- 進行主任：東和杜
- 装置：安沢重治
- 装飾：田島俊英
- 美粧：入江荘二
- 美容：石川靖江
- 衣裳：福崎精吾
- 演技事務：和田徹
- 現像：東映化学
- 音楽：鈴木宏昌
- 主題歌、「サーキットの狼」

作詞：池沢さとし 作曲・歌：子門真人 編曲：鈴木宏昌
発売元：CBS・ソニー
- 製作協力：ロッテ、鈴鹿サーキット、湯の山温泉観光協会、チェッカーモータース、湯浅電池株式会社、Kojima Engineering、日本コンストラクターズユニオン、鴻池スピード、アップル、MARCHAL-F.E.T.極東、アロープロモーション
- クラシックカー提供：東映芸能
- 監督：山口和彦

### 製作
封切時の文献に、東映がブームにさっそく目を付けて映画化と書かれたものもあるが、企画自体は1976年に挙がり、1976年9月頃までは岩城滉一、クールス主演の暴走族映画の流れとして企画され、「トラック野郎シリーズ」の一つ前の4作目『トラック野郎・天下御免』の併映作の予定だった。漫画は四輪の話のため、岩城やクールスの二輪のイメージをどのように取り入れようとしたのかは分からない。
しかし暴走族映画は、夏場はまだしも正月向けでないし、ファンも限られ、意外に製作に金もかかるわりに大してヒットしていない、それなら千葉真一のカラテなどのアクションの方が良いと判断され、千葉主演の『空手一代』（『空手バカ一代』）をギリギリまで予定していたが、結局『トラック野郎・天下御免』の併映枠は『河内のオッサンの唄 よう来たのワレ』になった。
その後、サーキットの狼関連のミニチュアカーが爆発的に売れ、少年たちが外車のディーラーにカメラを持って押し掛けるなどブームが拡大したため、東映としてまんがまつりより少し上の中学、高校生あたりをもう一回掘り起こせないかと企図され、1977年のゴールデンウイーク映画『恐竜・怪鳥の伝説』/『ドカベン』/『池沢さとしと世界のスーパーカー』の興行結果を見て、1977年の夏休み興行『トラック野郎・度胸一番星』と併映が予定され、1977年5月24日に正式決定した。トラック野郎の併映作は次の6作目も『こちら葛飾区亀有公園派出所』と、同じく『週刊少年ジャンプ』作品となったことから、伴ジャクソンは「東映は子供を中心としたファミリー・プログラムにチェンジする思惑があったのでないか」と論じている。また系列の東映アニメーションでも、1970年代後半から、盛んに少年ジャンプ作品をアニメ化し、東映は少年ジャンプの取り込みを図っていた。
撮影
山口和彦監督は当時『少年ジャンプ』を愛読。会社からの指示は「とにかくスーパーカーをたくさん出せ！」だけだったという。主人公の風吹裕矢役は、多数の候補者からクールなマスクと運転技術を認められて新人・風吹真矢が抜擢された。ヒロイン早瀬ミキ役にはハワイ日系四世・横本メイが映画初出演。
映連のサイトでは、映画の主役ともいうべきスーパーカー、ロータス・ヨーロッパ、ポルシェ・カレラ、フェアレディZの3台の車を購入したと書かれている。クラシックカー提供としてクレジットされている東映芸能（東映ビデオの前身の一つ）が、撮影用にクラッシュさせるつもりで買ったものと見られる。

### 備考
風吹裕矢がスタンドでアイスクリームを売るシーンが挟まれるが、画面にサーキットが映らないため、どこかの競技場かでの別撮りと見られる。当時のF1マシンの他、人気を博したスーパーカーが大量に登場する他、マリオ・アンドレッティやニキ・ラウダ、星野一義、中島悟、高橋国光、長谷見昌弘といった有名レーサーもチラッと出演する貴重映像がある。冒頭で風吹の駆るロータス・ヨーロッパのリアウイングの一部らしき部品が落下するが気にせず撮影を続行。街道レースのシーンでは、ゲリラ撮影と見られる首都高速でのスピンや、車間距離をほとんど取らずにレースシーンを撮影したりし、迫力がある。反対に主演キャストもかなり弱く、スーパーカーをスターとして扱う。役者が芝居をする劇映画部分は、ツッコミどころ満載の珍品映画となっている。製作協力としてクレジットされるロッテの唐突なクールミントガム押し、原作イメージとはかけ離れた早瀬ミキ役の棒読み演技や、のどかな時代ともいえるが、二週間も無断欠勤して、何事もなかったかのように仕事をしているのも凄いし、頭金だけしかディーラーにお金を払っていないロータス・ヨーロッパをボコボコにした後、頭金を返してもらったり、早瀬佐近率いる暴走族「ナチス軍」の描写は今日では不可能。早瀬佐近を演じる佐藤仁哉は当時で20代半ばのようだが、老けて見え、取り巻きも30～40代のようにしか見えず。風吹裕矢は20歳前後の設定でライバルには年が多すぎるように見える。職場の同僚でもある早瀬ミキと早瀬佐近は、同じ苗字なのに最後の方まで兄弟と気付かなかったり、風吹の母親は街道レーサーにひき逃げされて死んだという設定だが、風吹も同様に街道レーサーで、公道をぶっ飛ばす。いつ自分が加害者側になるかも知れないのに街道レースを続けるものなのかという疑問。クライマックスは、優勝賞金200万円の鈴鹿オールスターレースという設定で、ミキからロータス・ヨーロッパにターボキットの取り付けをアドバイスされ、連日徹夜でギリギリ取り付けが間に合い、最悪のコンディションでレースに参加。東京から約400キロある鈴鹿サーキットまでどのように車を運んだかは描写されない。ターボを取り付けたとはいっても、1600㏄にターボを付けたところで、鈴鹿の周回コースだけでは、イタリアのスーパーカーに勝てる見込みはないため、周回コースに山岳コースをプラスして、コーナリングを得意とするロータス・ヨーロッパが勝つチャンスを与える都合のいい設定。山岳コースでライバルがスピンし、これに足止めを食い、夕刻サーキットに戻った時には、観客席には誰一人いないのに、そこにミキが待っていて「優勝おめでとう」と言う。優勝者を置いて観客が全員帰る訳はなく、皮肉なのだろうか、等。劇中、風吹裕矢の運転免許証が映るシーンがあり、地番は架空ながら、本籍地は茨城県龍ケ崎市、現住所は世田谷区経堂と書かれている。

### 作品の評価
伴ジャクソンは、岡田茂東映社長が『新仁義なき戦い 組長の首』と『バニシングin60″』をミックスして短期間作らせた「東映マシン路線」の、掉尾を飾る映画と評価している。
ネット配信
- 東映シアターオンライン（YouTube）：2023年7月14日21:00 - 同年同月28日20:59

## オリジナルビデオ
1992年に、「ACT1」「ACT2」の2本立てで公開された。
キャスト
- 風吹裕矢：宮下直紀
- 早瀬左近：天宮良
- 沖田：渋谷哲平
- 隼人ピーターソン：西川忠志
- 早瀬ミキ：飯島直子
- 風吹ローザ：早見優
- 水上功治

登場車両
登場する愛車は、ビデオ製作時期の時流に合わせたものに変更されている。
- 風吹裕矢　ケーターハム・スーパー7(Act.1)ロータス・エスプリ･ターボ(Act.2)早瀬左近　ルーフ・BR2(Act.1)ルーフ・CTR(Act.2)沖田　ケーニッヒ・フェラーリ・328GTB(Act.1)フェラーリ・テスタロッサ(Act.2)隼人ピーターソン　コルベット・ロードスター(Act.1)コルベット・ZR-1(Act.2)

スタッフ
- 監督：長澤隆之
- 脚本：高田純
- 音楽：岩崎工
- 制作著作：パック・イン・ビデオ、ホリプロ

## テレビ
MONDO21にて、池沢さとしが出演する実写版のクルマ番組『蘇れ!サーキットの狼』が2006年6月より放映中。